# 沃恩角
沃恩角（英語：Vaughan Promontory）是南極洲的海岬，位於沙克爾頓海岸，處於埃克布拉德冰川和莫頓冰川之間，最終注入毛德角，現時由南極條約體系管理。
83°8′S 167°35′E / 83.133°S 167.583°E